# Selenia kuhnei
Selenia kuhnei là một loài bướm đêm trong họ Geometridae.